# Trypherus similis
Trypherus similis es una especie de coleóptero de la familia Cantharidae.

## Distribución geográfica
Habita en Taiwán.